# 第八十六号哨戒特務艇
第八十六号哨戒特務艇（だいはちじゅうろくごうしょうかいとくむてい）は、日本海軍の未成特務艇（哨戒特務艇）。第一号型哨戒特務艇の1隻だが、実際には命名された事実は無く、特務艇類別等級別表にも登載されていない。

## 艇歴
マル戦計画の特務艇、第2121号艦型の86番艇、仮称艦名第2206号艦として計画。1945年2月12日、株式会社米子造船所で起工。
終戦時未成。8月17日、工事中止が発令され船体工程65%で工事中止。戦後は米子造船所の船台上に放置されていた。
1947年11月22日、在東京アメリカ極東海軍司令部から、本艇の漁船への改造許可が出された。その後の消息は詳らかではない。